# 流れ橋

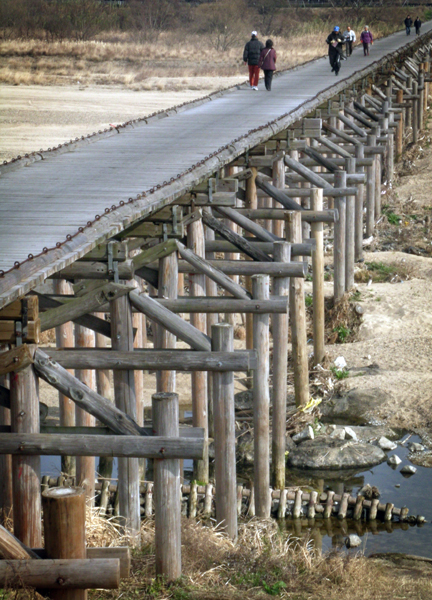
日本の代表的な流れ橋の一つ。京都府の久御山町 - 八幡市間、木津川に架けられている。（2007年撮影）

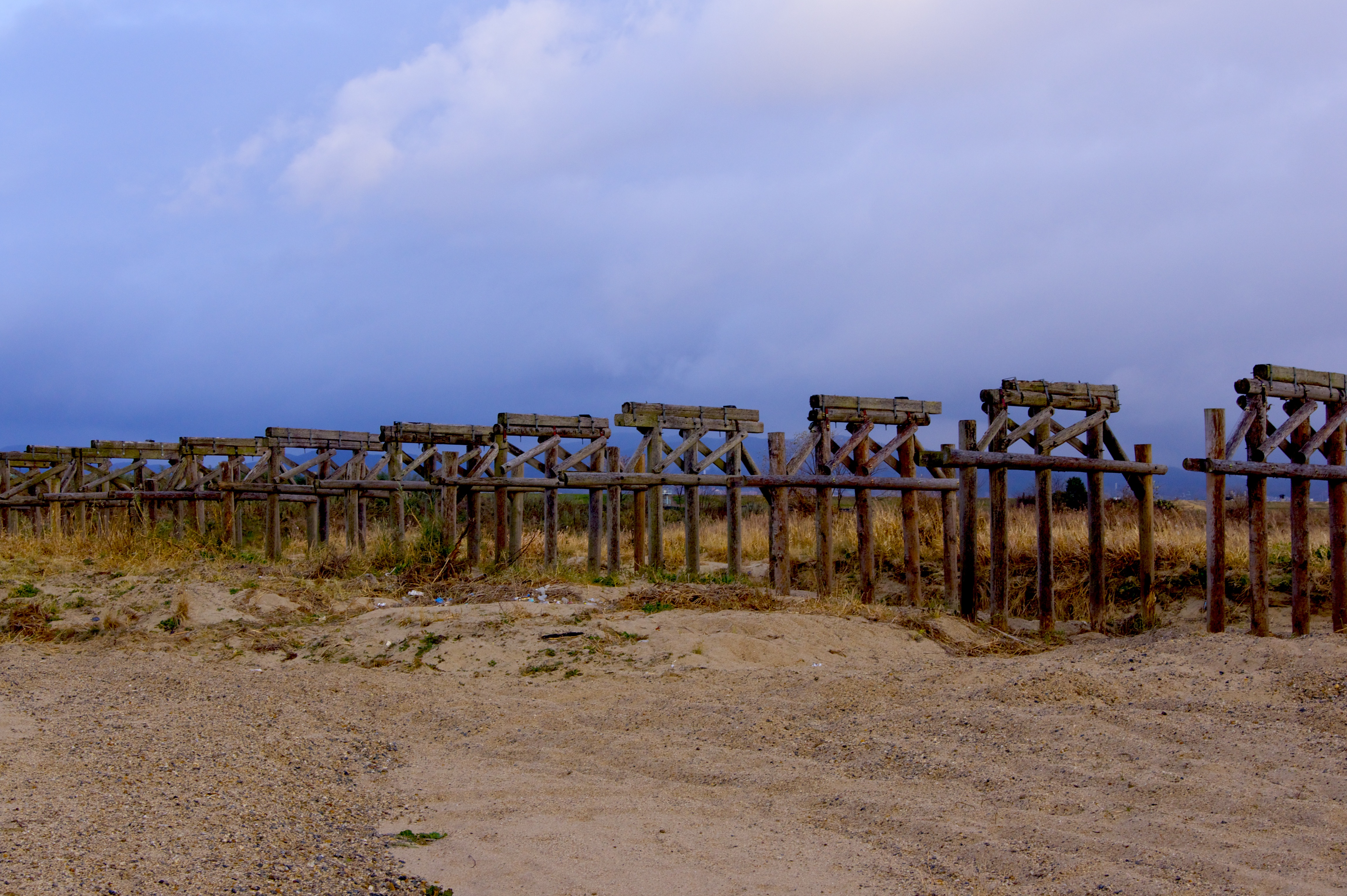
洪水によって橋桁が流された上津屋橋。橋脚だけが残る。

流れ橋（ながればし）は橋の形式の一つで、河川の増水時に橋桁（はしげた）が橋脚から分離して流出する構造を持つ橋である。流れに逆らわず自動的に橋桁が外れて流されることで、橋梁が流木や土石等の流下物を堰き止めることで生じる川の氾濫を起こしにくくすることができる。日本のほかアイルランド、オーストラリアなどに見られる。
流れ橋は一般に、水面からの高さが低く歩行者用の比較的小型の橋で、欄干や手すりのないものが多い。橋脚は流失しないため、洪水後に残された橋脚の上に新たな橋桁を載せることで、新しい橋を建設するよりも容易に橋を復旧できる。またロープやワイヤーロープなどで橋桁を橋脚や岸に繋ぎとめておき、流出時に回収しやすくする例も多く、これであれば流された橋桁を捜索したり新造したりする必要がないため、さらに橋の復旧コストを抑えることができる。

## 呼称と概念
橋の上部構造である橋桁（橋板、床版）が下部構造をなす橋台や橋脚から浮き上がって流されるということは、洪水時に流れ橋が水面下に沈むことを意味している。そのため、流れ橋は「沈下橋（潜水橋）」の一種と考えることができ、また実際に流れ橋の構造を持ちながら沈下橋系統の名前で呼ばれる橋、またその逆に橋桁は流出しないが増水時に橋の上を水が流れることから“流れ橋”と通称される例も多く、両者（流れ橋と沈下橋）の境界は社会的には曖昧である。しかし、橋の上部構造が下部構造から分離して流出するいわば“上下分離型”の流れ橋と、固定されたまま水面下に没する“上下固定型”の沈下橋は明確に異なる構造を備えており、本項では前者の上下分離型の「流れ橋」を扱う。
後者の“上下固定型”については「沈下橋」の項目を参照。

## 歴史的背景と構造

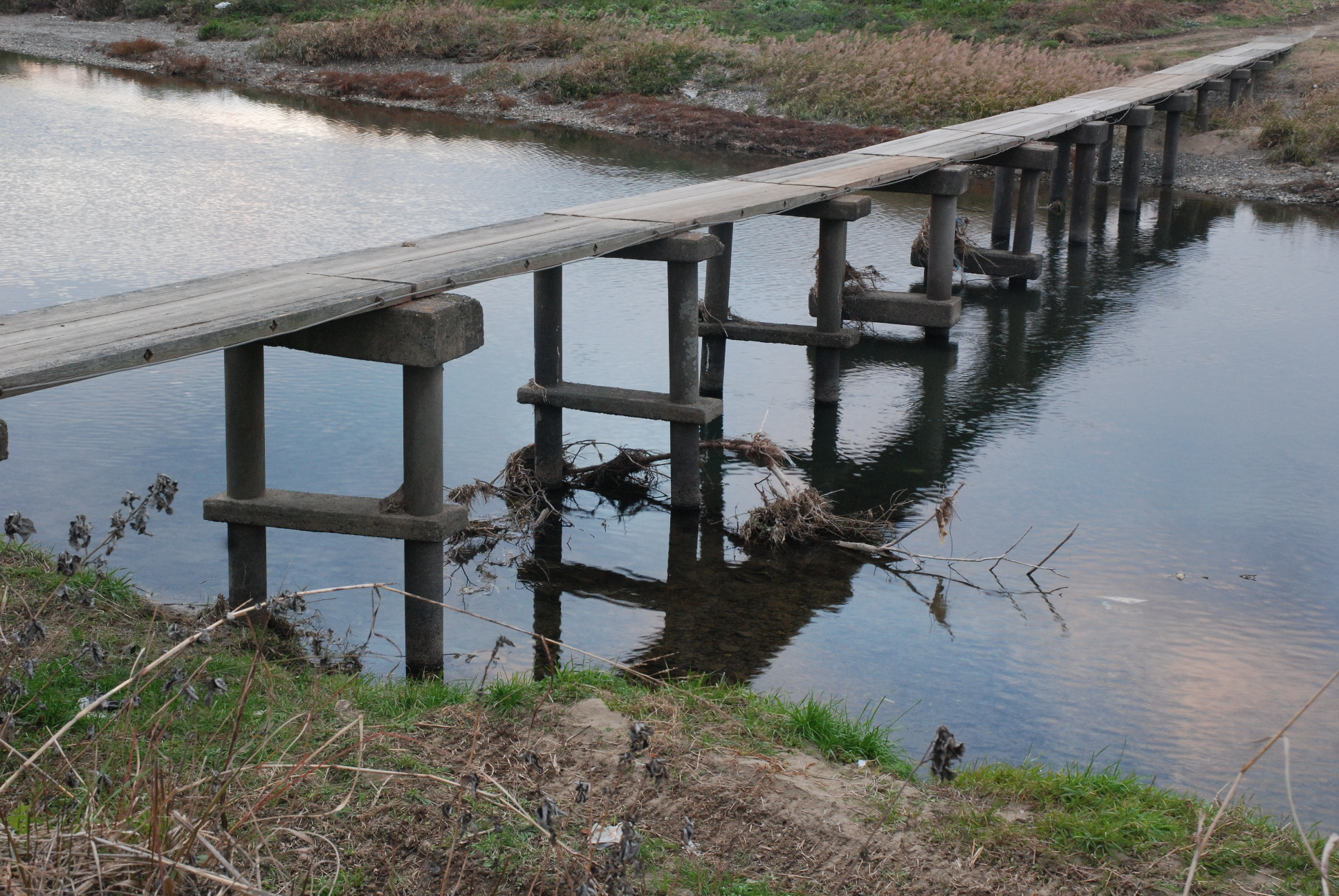
小田川（岡山県矢掛町）に架かる流れ橋（2013年撮影）

### 日本
主として木材を用いる江戸期以前の日本の土木技術では、そもそも大雨のときの河川の強い水流やそれが運ぶ流木や土石などの流下物の衝突に耐える橋を架けることは困難であった。また仮に頑強な橋を作っても、橋脚や橋桁が流木を堰き止めると橋がダム化して河道閉塞を起こして水かさが増し、付近の土手や堤防が決壊して災害を招くことになる。そのため、増水時にはあえて流れに逆らわず、橋の上部構造体が分解されて流出することで橋梁のダム化を防ぐ柔軟な構造が考え出された。すなわち、水勢が治まるのを待って、後日、修理復元できるようにした形式の木橋である。
現在では鋼や鉄筋コンクリートを使って容易に破壊されない橋梁が建設できるため、大雨のたびに交通路としての機能を失い、修理が必要となる流れ橋は、利便性や経済性の点で劣るようになった。しかし、歴史的建築物としての価値や地元の愛着などによって残されているものが多く存在する。
橋の構造としては、木製の橋桁は橋脚に固定されていないか、容易に離脱する程度の強度で固定されるにとどまる。冠水して強い水流を受けた場合には橋桁は流されるが、橋脚だけは残されることになる。橋脚が残されていれば桁を架け直すことは比較的容易である。近年では、橋桁も再利用するためにロープなどでつないでおいて、洪水が終わった後に回収することができるようになっているものが多い。

## 流れ橋の例
有名・無名の流れ橋は数多い。ここでは比較的よく知られたもの、特徴的なものを示す。「Category:流れ橋」も参照せよ。

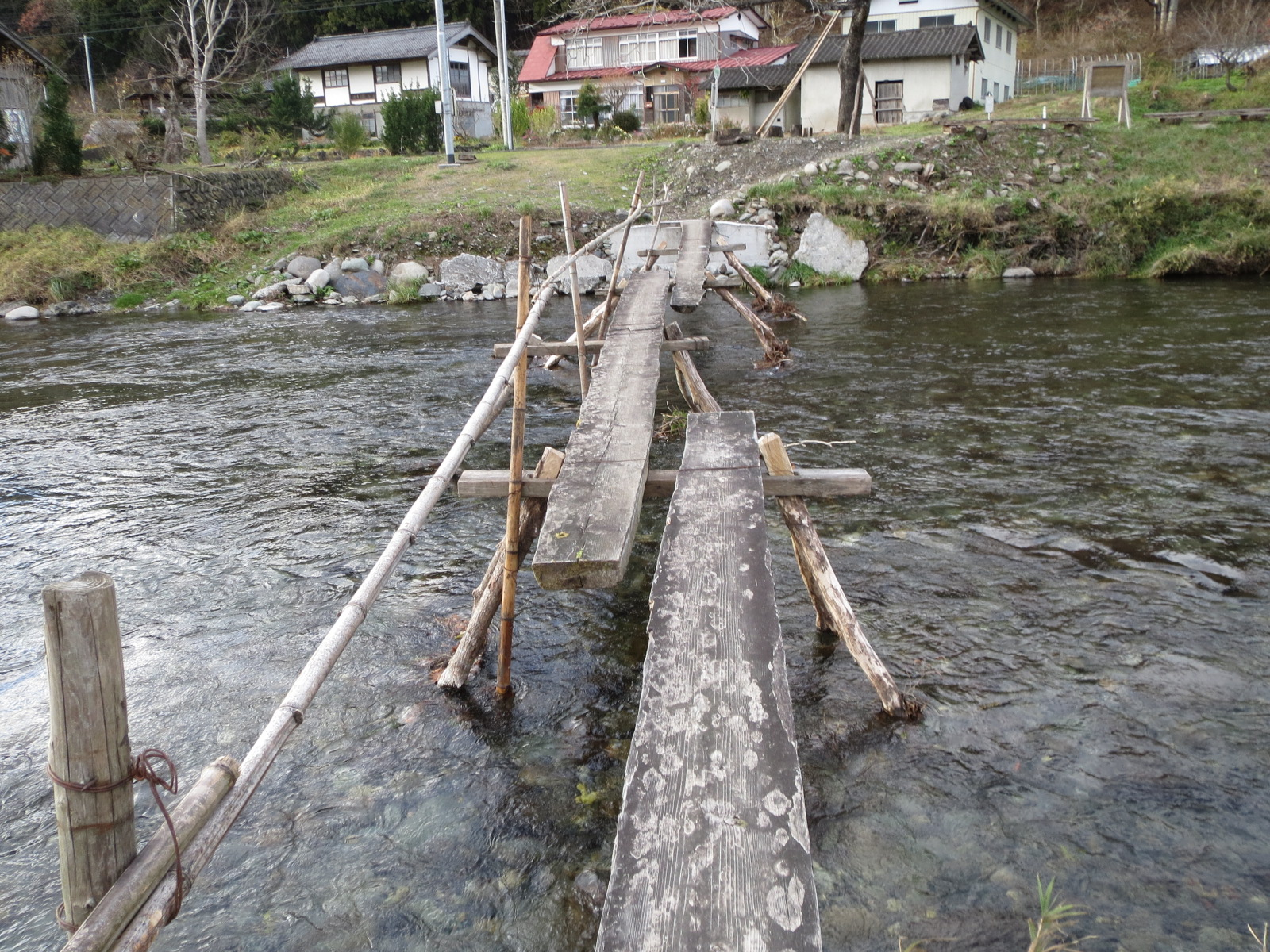
気仙川に架かる松日橋（2017年撮影）
橋の各部材は流出を前提に組み合わされ、強い固定を施されていない。

松日橋（まつびばし）
橋長40 m、幅50 cm、橋脚7基。岩手県気仙郡住田町下有住地区、気仙川に架かる。江戸時代初期の終わり、元禄11年（1698年）には橋の存在が推定されており、流れ橋の原型・古形を示す小さな木製の橋である。増水時には橋桁だけでなく橋脚を含む橋全体が分解して流されることで川を堰き止めず、橋の部材の損傷もまぬがれる。各部材は川岸の樹木に針金やワイヤーロープでくくり付けており流失しない。流された橋の復旧作業は地元住民の手でおこなわれ、一般人の参加も歓迎している。
上津屋橋（こうづやばし）
橋長356.5 m、幅3.3 m、橋脚40基、支間長平均9.1 m。京都府の久御山町–八幡市間、木津川に架かる。初めて橋桁が流出したのは1953年（昭和28年）。1951年（昭和26年）完成。2010年代に永久橋への架け替えも検討されたが、流れ橋として維持されることとなった。時代劇のロケ地とされることも多く、日本でもっとも大規模かつ有名な流れ橋である。
小目沼橋（おめぬまばし）
橋長95 m、幅1.5 m、橋脚17基。茨城県つくばみらい市、小貝川にかかる木造の歩道橋。1956年（昭和31年）架橋、現在の橋は1979年（昭和54年）建設。ただし、流れ橋の構造は持たない沈下橋だとする指摘がある。
船小屋観光橋（ふなごやかんこうきょう）
通称「ガタガタ橋」。橋長59.5 m、幅1.2 m、水面からの高さ1.4 m。福岡県筑後市・みやま市、矢部川に架かる。床板（床版）はワイヤーロープで連結されており、増水時には左右に分かれて橋桁から外れるようになっている。
早瀬の一本橋（はやせのいっぽんばし）
一枚あたり長さ9 m、幅60 cm、厚さ30 cmの木の厚板3枚を連ねる流れ橋。高知県津野町、四万十川の支流である北川川に架かる。3径間で橋脚は形状に特徴がある。橋板は「橋守杉」と名付けられた岸辺の木にワイヤーロープで繋がれており流失しない。集落から神社への参拝路になっており、四万十川に多数存在する沈下橋の原形とも言われる。
名畑の流れ橋（なばたけのながればし）
橋長約40 m、幅約80 cm、橋脚は1970年代なかばからコンクリート製。兵庫県宍粟市一宮町名畑地区、揖保川に架かる。明治初期にはすでに存在したと考えられている。橋板は長さ11 m、幅40 cm、厚さ20 cmほどの一枚板の左右両側に厚みと同じ程度の直径の丸太を針金で結わえて幅を広くする構造だが、これは復旧作業を容易にするための工夫という。橋板にはカタカナで「シソウイチノミヤナバタケハシ（宍粟一宮名畑橋）」と刻まれた跡が見え、かつて橋桁を岸に繋いだ綱が切れて下流まで流されたことから連絡先を記した名残という。橋の維持・管理は行政ではなく地元住民の手でおこなわれている。
八王子流れ橋（はちおうじながればし）
東京都八王子市西寺方町大幡地区、北浅川に架かる。「北浅川流れ橋」とも呼ばれる。約20 mの川幅を渡すが、橋の素材や構造、外観は時期により大きく異なる。たとえば2014年ごろの橋の上部構造は、鉄パイプで組んだ橋桁の上に幅90 cm・厚さ1.2 cmほどの合板（コンクリート型枠用合板）を橋板として載せる作りだったが、2021年には鉄板と鉄パイプで構成される橋板となっている。現代において交通路としての実用の観点から作られ維持されている珍しい流れ橋であり、外観・構造ともに木製の流れ橋とは一線を画している。橋としては河川管理者の設置許可を受けておらず、2021年現在、違法状態にある。

### 撤去された流れ橋
浜高房橋（はまたかぼうばし）
通称「こんにゃく橋」。橋長約210 m、幅約1 m。徳島県徳島市浜高房、鮎喰川に架かっていた。2007年（平成19年）に撤去。
観月橋（かんげつきょう）
橋長約80 m、幅1.2 m。橋脚はコンクリート製。岡山県小田郡矢掛町、小田川に架かっていた。2015年（平成27年）に撤去。小田川には他にも野宮橋（江良地区）、北畑橋（小田地区）などの流れ橋があった。